# آزیتا غنی‌زاده
آزیتا غنی‌زاده (انگلیسی: Azita Ghanizada؛ زادهٔ ۱۷ نوامبر ۱۹۷۹) هنرپیشه آمریکایی افغان تبار است. وی از سال ۲۰۰۴ میلادی تاکنون مشغول فعالیت بوده‌است.
از فیلم‌ها یا برنامه‌های تلویزیونی که وی در آن نقش داشته‌است می‌توان به آشنایی با مادر اشاره کرد.